# Andreas Veerpalu
Andreas Veerpalu (* 24. Mai 1994 in Otepää) ist ein ehemaliger estnischer Skilangläufer.

## Werdegang
Veerpalu, der für den Spordiklubi Sparta startete, trat international erstmals beim Europäischen Olympischen Winter-Jugendfestival 2011 in Liberec in Erscheinung. Seine beste Platzierung dabei war der 14. Platz im Sprint. Im folgenden Jahr belegte er bei den Olympischen Jugend-Winterspielen in Innsbruck den 15. Platz im Sprint und jeweils den achten Rang über 10 km klassisch und in der Mixed-Staffel. Bei den Nordischen Junioren-Skiweltmeisterschaften 2013 in Liberec errang er den 61. Platz im Skiathlon, den 37. Platz im Sprint und den 11. Platz mit der Staffel. Im Dezember 2013 startete er in Vuokatti erstmals im Scandinavian-Cup und belegte dabei den 76. Platz im Sprint. Seine besten Platzierungen bei den Nordischen Junioren-Skiweltmeisterschaften 2014 im Val di Fiemme waren der 35. Platz im Skiathlon und der 15. Rang mit der Staffel. Im folgenden Jahr kam er bei den U23-Weltmeisterschaften in Almaty auf den 44. Platz über 15 km Freistil und jeweils auf den 36. Rang im Skiathlon und im Sprint. Sein erstes Weltcuprennen lief er im Januar 2015 in Otepää, das er auf dem 67. Platz im Sprint beendete. Bei den U23-Weltmeisterschaften 2016 in Râșnov gelang ihn über 15 km Freistil und 15 km klassisch jeweils der 56. Platz. Im Januar 2017 belegte er bei den U23-Weltmeisterschaften in Soldier Hollow den 27. Platz über 15 km Freistil, den 24. Rang im Sprint und den 23. Platz im Skiathlon. Anfang März 2017 lief er bei den Nordischen Skiweltmeisterschaften in Lahti auf den 51. Platz im Massenstartrennen über 50 km und auf den 36. Rang über 15 km klassisch. Im Januar 2018 wurde er in Haanja estnischer Meister im Skiathlon und über 15 km Freistil und erreichte mit dem 32. Platz in Planica seine beste Platzierung im Weltcupeinzel. Seine besten Resultate bei den Olympischen Winterspielen 2018 in Pyeongchang waren der 38. Platz im 50-km-Massenstartrennen und der 12. Rang mit der Staffel. Anfang Februar 2019 wurde er in Otepää estnischer Meister über 15 km klassisch.
Veerpalus Vater ist der ehemalige Skilangläufer Andrus Veerpalu. Seine Schwester Anette ist ebenfalls als Skilangläuferin aktiv.

## Doping
Nach umfangreichen Razzien des österreichischen Bundeskriminalamts und der Schwerpunktstaatsanwaltschaft München aufgrund des Verdachts auf Blutdoping, wurden während der Nordischen Skiweltmeisterschaften 2019 unter anderem die beiden estländischen Athleten Karel Tammjärv und Veerpalu verhaftet. Nach seinem Geständnis wurde Veerpalu aus der Haft entlassen.